# (1201) Стренуя
(1201) Стренуя (лат. Strenua) — небольшой астероид внешней части главного пояса, который был обнаружен 14 сентября 1931 года немецким астрономом Карлом Вильгельмом Рейнмутом, работавшим в Гейдельбергской обсерватории. Название происходит от латинского слова strenuus, обозначающего прилежный, заботливый. Название связано с именем немецкого астронома Густава Штраке, который сам отказался от чести дать своё имя какому-либо небесному телу.